# Eriotheca hassleri
Eriotheca hassleri là một loài thực vật có hoa trong họ Cẩm quỳ. Loài này được A.Robyns mô tả khoa học đầu tiên năm 1963.